# 1472 Muonio
1472 Muonio este un asteroid din centura principală, descoperit pe 18 octombrie 1938, de Yrjö Väisälä.